# Főpajzs
A főpajzs a heraldikában az a pajzs, amely több címer egyesítésekor a legalul látható. Az ilyen címerben tehát legalább két pajzs látható egymáson, miközben a felső mindig kisebb, mint az alatta elhelyezkedő alsóbb pajzs.
Névváltozatok: hátsó pajzs
de: Hauptschild, Rückenschild

Rövidítések:

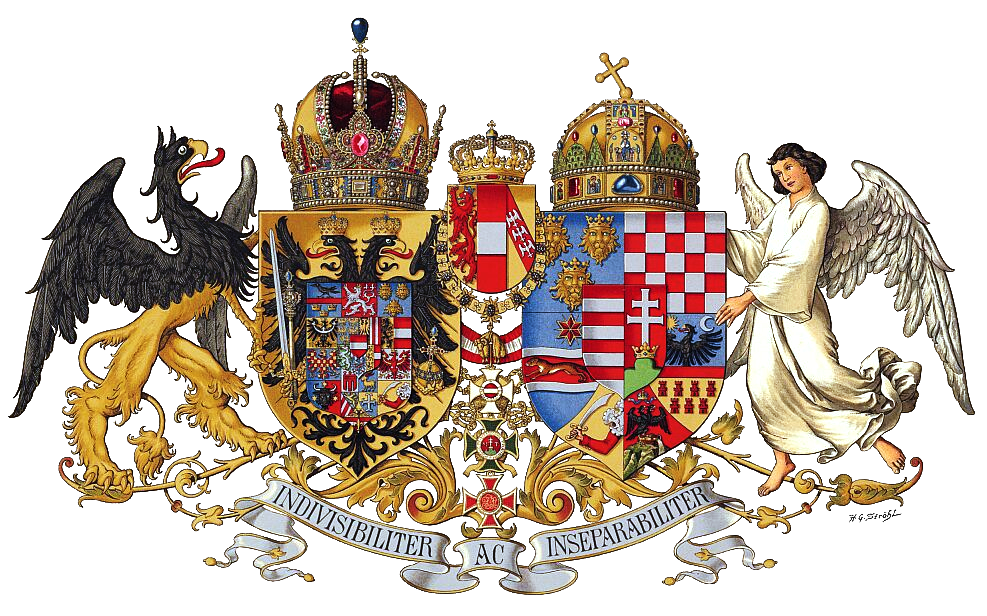
Négy egymásra helyezett pajzs Ausztria címerében az Osztrák–Magyar Monarchia közös középcímerében (1915). A főpajzs a jobb oldali (Ausztria) és az egyes országok címerpajzsain belül a legalsó, noha nem ez a legfontosabb pajzs

A főpajzson általában az egyes birtokok címere vagy egyéb jelképek láthatók, míg a kisebb pajzson a család eredeti címere vagy a fontosabbnak tartott címer a címerjavítás előtt.